# 128 Немезида
128 Немезида (128 Nemesis) — астероїд головного поясу, відкритий 25 листопада 1872 року.